# Soeka (loofhut)

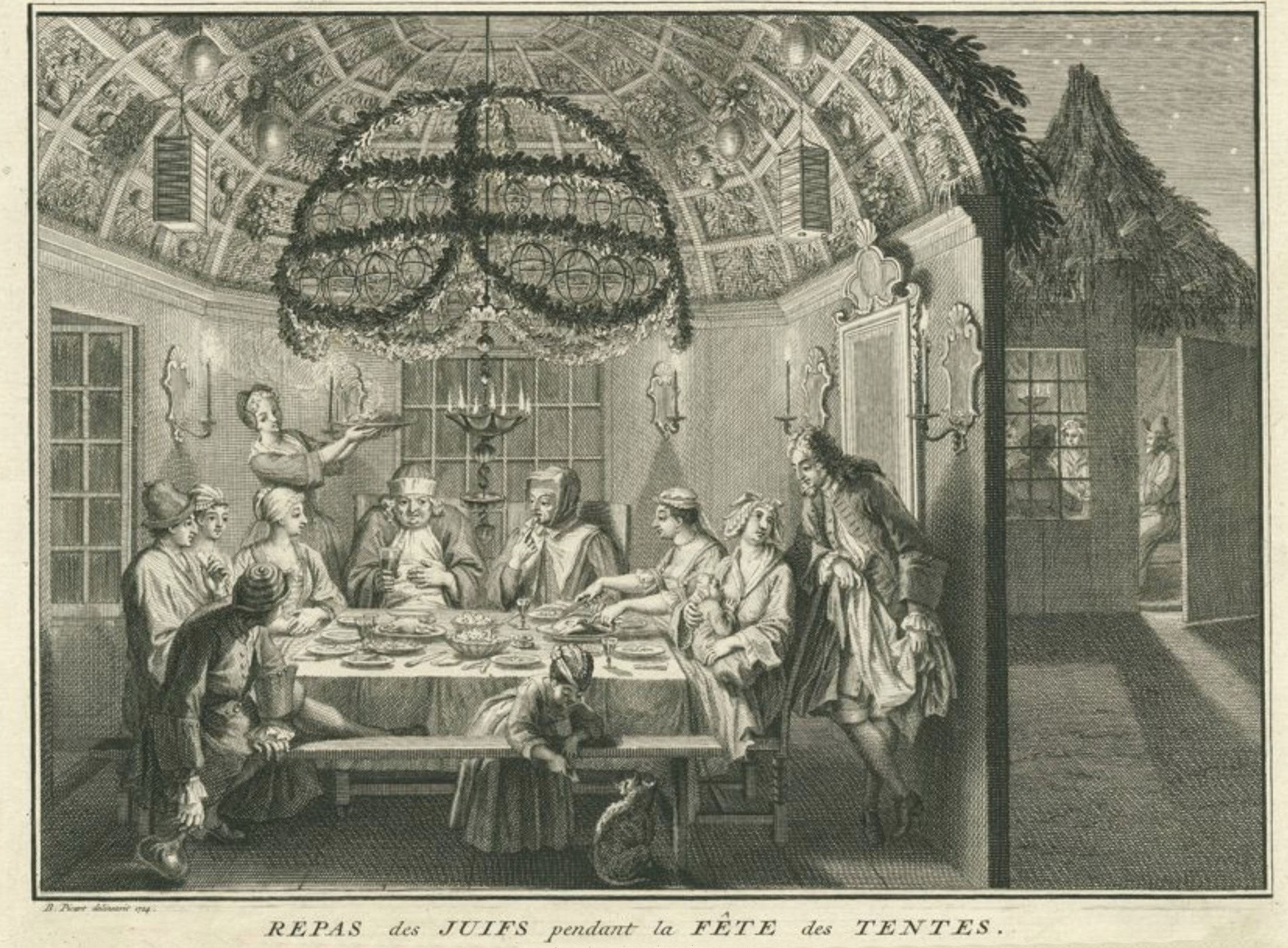
Gravure van Bernard Picart betreffende een Soeka van Sefardische joden in Nederland, 1724.

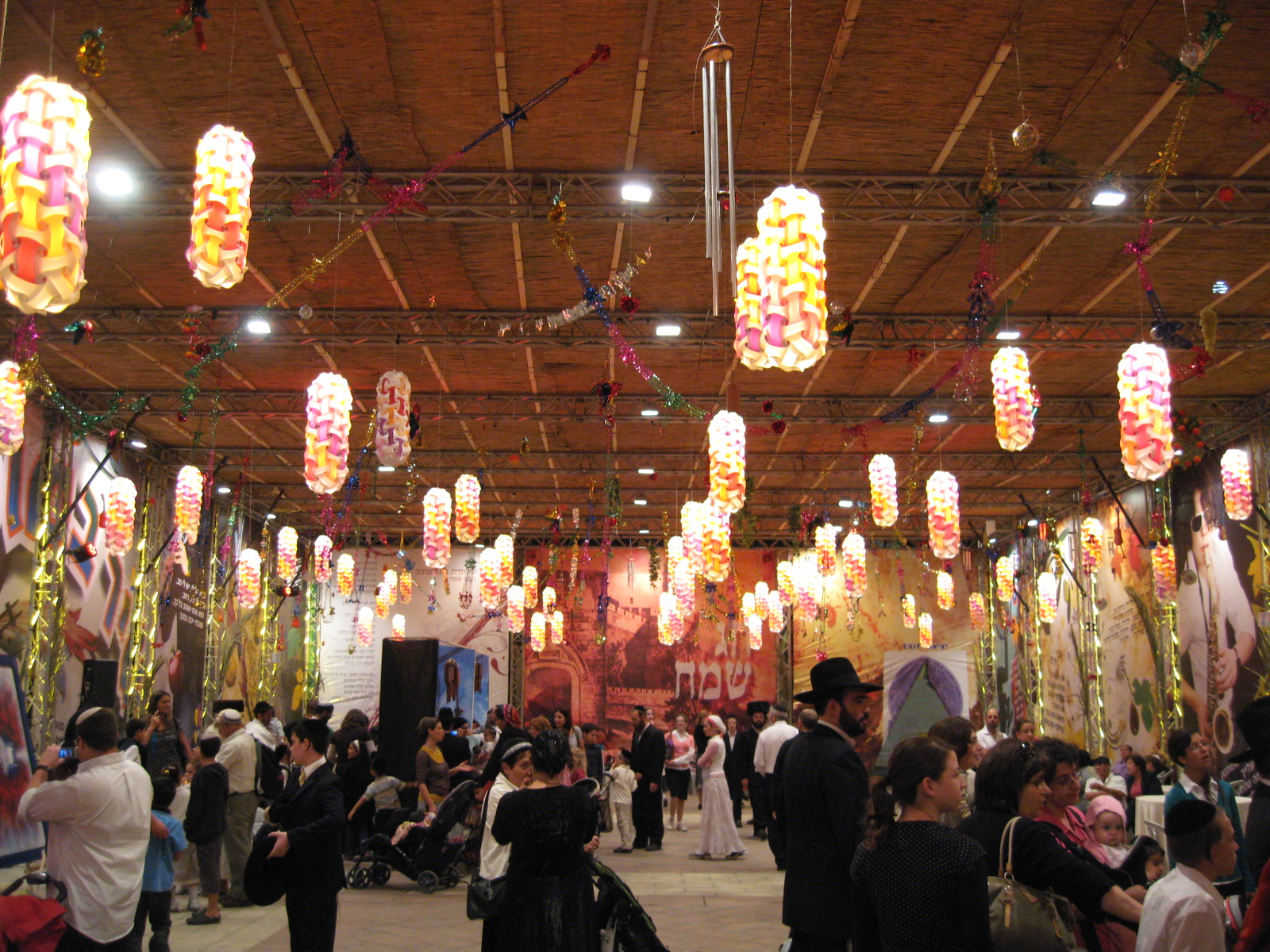
Een enorme loofhut te Jeruzalem

Soeka (Hebreeuws: סוכה, mv: סוכות, soekot oftewel loofhut) is een tijdelijke hut die wordt gebouwd om te gebruiken gedurende het joodse feest Soekot.
De hut wordt geplaatst onder de blote hemel zoals aan een serre, op het balkon, in de tuin, op een binnenplaats of op het platte dak van het huis. Het dak is niet van hout maar wordt afgedekt met takken of loof, vandaar ook de term loofhut. Het is namelijk essentieel dat door de dakbedekking heen de lucht en 's avonds de sterren zichtbaar zijn, dit als symbool van de overgave aan de goddelijke bescherming.

## Oorsprong

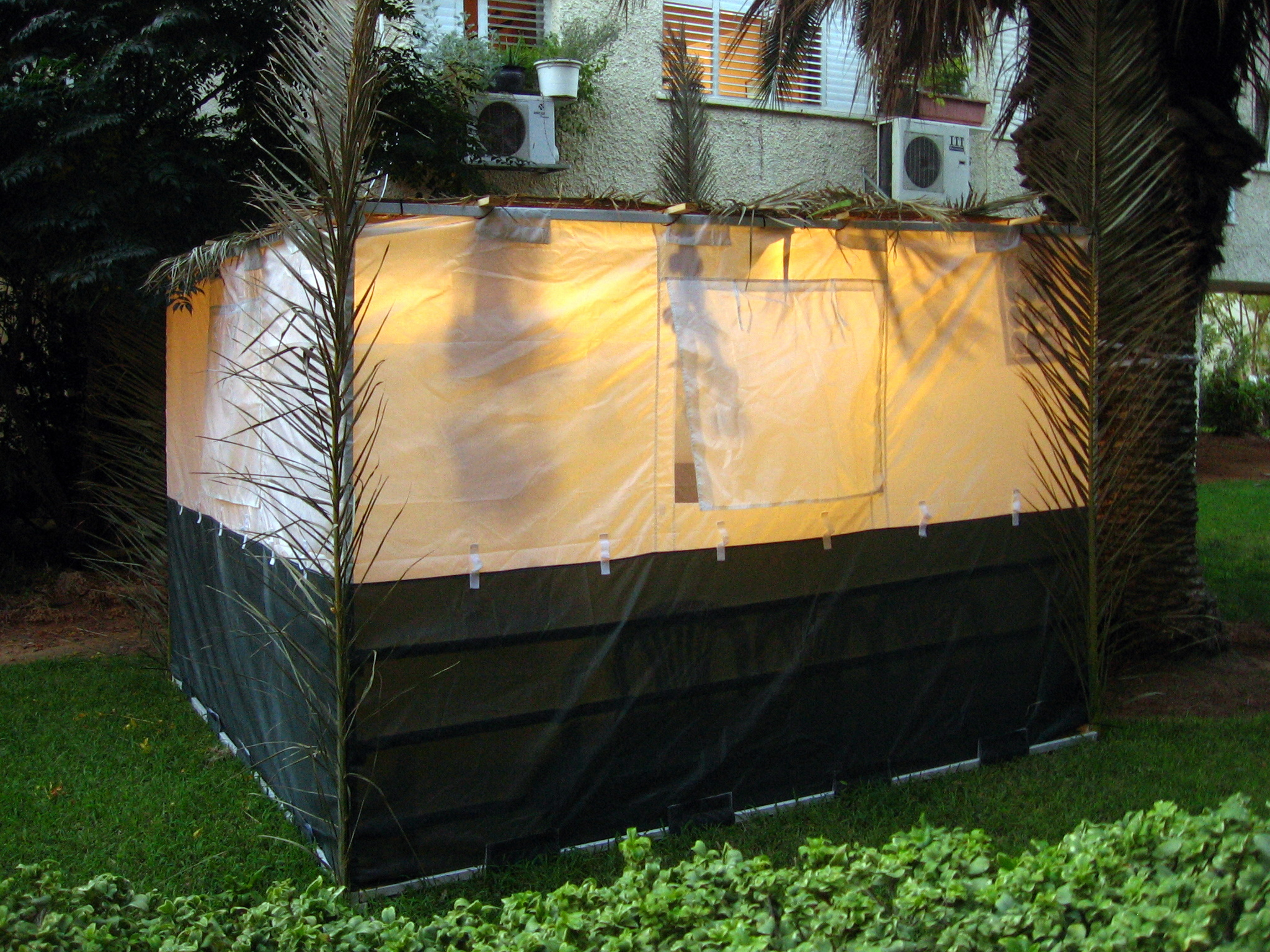
Een Soeka te Herzliya

De onsolide aard van de loofhut symboliseert de afhankelijkheid van de mens van de bescherming van God (monotheïsme). De historische betekenis van de Soeka is de herinnering aan de loofhutten of andere tijdelijke woningen van de kinderen Israëls tijdens hun verblijf gedurende de veertigjarige omzwervingen in de woestijn.

## Voorschriften
Een loofhut die onder de takken van een boom is geplaatst is ongeoorloofd. Zelfs indien men naderhand de takken van de boom zou afzagen, aangezien in de Thora in Deuteronomium 16:13 staat geschreven dat men voor zichzelf een Soekotfeest dient te maken. De Talmoed verklaart in het traktaat Soeka vervolgens dat men het direct koosjer dient te maken, en niet dient te repareren wat eerder verkeerd is gemaakt.
Het is de gewoonte om na het einde van Jom Kipoer (de Grote Verzoendag) met de bouw van de loofhut aan te vangen. Hiermee wordt de liefde voor het jodendom uitgedrukt, die het hele leven vervult met het onafgebroken verrichten van godsdienstige handelingen.
In de loofhut worden de sjabbatkaarsen aangestoken, wordt de kiddoesj uitgesproken en worden de maaltijden genuttigd. In warme landen wordt zelfs in de Soeka geslapen.